# Rhissa Ag Boula
Rhissa Ag Boula, né en 1957 à Tchirozérine, dans le massif de l'Aïr, est un chef historique des rébellions touarègues au Niger (1990-1995 et 2007-2009) et un homme politique touareg.

## Carrière politique
Rhissa Ag Boula est né en 1957 à Tchirozérine,. Il travaille comme guide touristique et fonde en 1983 avec Mano Dayak, autre leader touareg, une agence de voyages nommée Temet Voyages qui opère dans la région d'Agadez,.
En 1991, alors que les différentes groupes politiques discutent dans une Conférence nationale, Ag Boula lance une lutte armée contre le pouvoir central accusé par les leaders touaregs de violences et discriminations à leur égard. Celle-ci dure quatre ans. Il dirige le Front de libération de l'Aïr et de l'Azawagh (FLAA), créé en 1991, dont la première action armée consiste en l'attaque d'un poste militaire à Aderbissinat dans le département du même nom, le 30 décembre 1991. Le FLAA se scinde en trois mouvements en 1993 et Ag Boula prend la tête de l'un d'entre eux : le Front de libération de l'Aïr. Un accord de paix, dit « accord de Ouagadougou », est signé le 24 avril 1995.
Il est ministre du Tourisme et de l'Artisanat de 1997 à 2004. Rhissa Ag Boula promeut alors le Niger comme destination touristique.
En 2004, il est accusé de complicité dans le meurtre d'Adam Amangué, président de section du Mouvement national pour la société de développement (MNSD, au pouvoir), assassiné le 26 janvier 2004. Ag Boula démissionne du gouvernement,. Il s'exile en France et est condamné à mort par contumace en juillet 2008 dans l'affaire Amangué.
En 2007, le Mouvement des Nigériens pour la justice (MNJ) déclenche une nouvelle rébellion touarègue au Niger en raison de la non-application des accords de paix de 1995. Rhissa Ag Boula crée alors le Front des forces de redressement (FFR), une scission du MNJ.
Le 18 février 2010, un coup d'État renverse le président Mamadou Tandja. Rhissa Ag Boula et les autres chefs rebelles retournent à Niamey en faisant pression sur la junte pour accélérer la réinsertion des anciens rebelles. Le 29 mars 2010, il est arrêté à Niamey pour purger sa peine à la suite de l'affaire Amangué. Le 4 décembre 2010, il bénéficie d’un non-lieu à la Cour d'assises de Niamey.
En janvier 2011, il est élu conseiller régional d'Agadez pour un mandat de 4 ans, et en septembre 2011 nommé conseiller du Président de la République, Mahamadou Issoufou, principalement sur les questions sécuritaires,. Il s'oppose clairement à la rébellion qui se déroule au Mali depuis le 17 janvier 2012.
Le 11 avril 2016, Mahamadou Issoufou est réélu président, Rhissa Ag Boula est nommé ministre à la Présidence, chargé du programme d'investissements de la région d'Agadez, dénommé "Agadez Sokni", semaine de festivités à partir du 18 décembre 2016.
Avec l'élection du président Mohamed Bazoum en 2021, Rhissa Ag Boula conserve son influence, à la fois dans l'appareil d'État (son poste de ministre d'État à la présidence est placé au troisième rang dans l'ordre protocolaire du gouvernement Ouhoumoudou Mahamadou) et dans la zone sahélienne.
En juillet 2023, un coup d'État renverse le président Bazoum. Le 8 août 2023, Rhissa Ag Boula annonce la création d'un Conseil de la résistance pour la République et appelle les militaires à arrêter le chef de la junte, le général Abdourahamane Tiani. Il refuse toutefois d'appeler à un retour à la lutte armée.
En 2024, Rhissa Ag Boula obtient le statut de demandeur d'asile en France. En octobre 2024, Ag Boula est déchu de sa nationalité nigérienne à titre provisoire par un décret du président Tiani. Il est accusé d'« intelligence avec une puissance étrangère » et de « complot contre l'autorité de l'État ». Ag Boula se considère toujours comme Nigérien.